# Gustav Brom
Gustav Brom (Nagylévárd, 1921. május 22. – Brno, 1995. szeptember 25.) cseh big band vezető, hangszerelő, klarinétos, zeneszerző.

## Pályakép
Brom csehként született Szlovákiában. Apja vállalkozást indított, amely 1922-ben csődbe ment. Az apa elhagyta a családot, és nem sokkal ezután meghalt.
Miután Brom Morvaországba költözött, az anyának kevélaválogatóként kellett eltartania a családot, Brom ezért gyermekotthonokban nőtt fel. 1931-től középiskolába járt, ahol zenei képzésben is részesült. Hegedülni tanult.
1933-tól a család Brnóban élt, ahol Brom zeneórákat hallgatott a Brnói Konzervatórium későbbi igazgatójától, akinél klarinétozni és szaxofonozni tanult a háború után. Még a második világháború előtt szervezte meg az R-Boys együttest. A R-Boys volt a későbbi Gustav Brom Big Band csírája. Csehszlovákia német megszállása után négy hónapra bebörtönözték, mert szórólapokat osztogatott barátaival.
1940-ben szállodákban játszottak Brnóban és Katowicében. 
A swing iránt nem sokkal a második világháború után nagy volt a kereslet. 1947-ben több hónapig Svájcban játszottak − ami azonban később politikai hátrányokkal járt Brom számára. Az 1950-es években egész Kelet-Európát bejárták. Rendszeresen szerepeltek a Csehszlovák Rádióban, és a Pozsonyi Szlovák Rádióban is.
Brom a dixieland mellett és a modernebb darabokra is nyitott volt Shorty Rogerstől, Maynard Fergusontól (akivel a bandája dolgozott is) egészen Quincy Jonesig.
A Gustav Brom Big Bandet az 1960-as években Európa egyik vezető big bandjeként tartották számon. Fesztiválokon léptek fel Manchesterben, Nürnbergben, Varsóban és Antibesben; turnéztak egészen Indiáig és Kubáig. A nemzetközi kritikusok szavazásán a világ 10 legjobb big bandje közé választották őket. Körülbelül 250 külföldi turnéjuk volt. Combóik Edmond Hall-lal, Ray Conniff-fal, Betty Dorsey-val, Jimmy Witherspoonnal, Bill Moodyval, Jerzy Miliannal, Diana Rosszal, Dizzy Gillespie-vel, Bill Ramsey-vel, Peter Herbolzheimerrel, Albert Mangelsdorff-fal játszottak. Olyan énekesek mellé álltak, mint a Karel Gott és Helena Vondráčková, továbbá az angol Gery Scott.
Az 1950-es években a zenekarvezető Karel Krautgartner és a basszusgitáros, Luděk Hulan is a zenekarhoz tartozott.
1993-ban Brom megkapta a Luděk Hulan-díjat a Cseh Jazz Társaságtól.

## Albumok
- 1961: Jazz in der Tschechoslovakei
- 1962: Jazz Souvenirs: Single B-side only, A-side consists of music by Kőrössy János & Studio 5
- 1966: Ceskoslovensky Jazz 1965
- 1967: Jazzovy Concert
- 1967: Swinging The Jazz
- 1969: Missa Jazz
- 1969: Maynard + Gustav  Maynard Ferguson and Gustav Brom Orchestra
- 1976: Polymelomodus
- 1976: Mini Jazz Klub vol.3 in memoriam Josef Bláha
- 1976: Plays for you pop, jazz and swing

## Díjak
- 1993: a Luděk Hulan-díj